# Braderochus hovorei
Braderochus hovorei är en skalbaggsart som beskrevs av Santos-silva och Martins 2005. Braderochus hovorei ingår i släktet Braderochus och familjen långhorningar. Inga underarter finns listade.